# Honda X8R

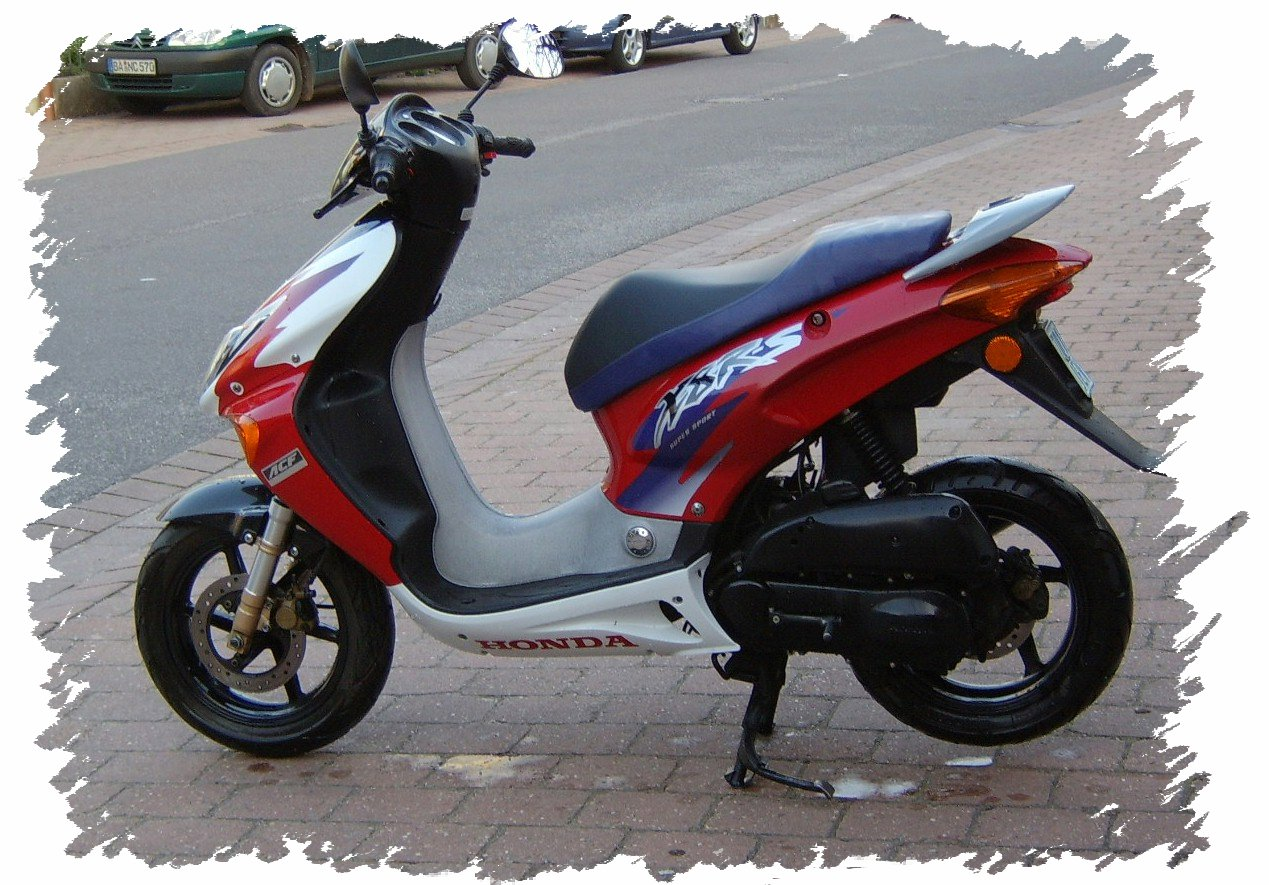
Honda X8R-S

Der Honda X8R (SZX50) ist ein nicht mehr in Produktion befindlicher Motorroller des japanischen Herstellers Honda und wurde in zwei verschiedenen Versionen angeboten. Beim X8R handelte es sich um einen Sportroller, der sich besonders bei jugendlichen Fahrern großer Beliebtheit erfreute. Die Versionen unterscheiden sich technisch nur in geringfügigen Details, optisch jedoch relativ stark.
Honda versuchte den Roller als eine Art kleiner Bruder der Supersportmotorräder zu positionieren, was nie wirklich gelang. Seine große Beliebtheit entsprang eher seiner großen Zuverlässigkeit sowie den praktischen Eigenschaften wie geringem Benzinverbrauch, relativ gutem Wetterschutz und viel Stauraum sowie der gefälligen Optik. Eher untypisch für einen Sportroller ist das komfortbetonte Fahrwerk sowie der vergleichsweise leistungsstarke Motor. Allerdings wurde bei vielen Fahrzeugen in letzterem Punkt durch jugendliche Fahrer „nachgebessert“. Auch heute noch ist der X8R bei Rollertunern beliebt.

## X8R-S
Der X8R-S (S steht hier für „Sport“) stellt das Normalmodell des X8R dar und ist häufiger vertreten als des X-Modell. Er wurde in der normalen Ausführung mit den Sponsorenaufklebern der jeweiligen Honda GP-Rennmaschinen des aktuellen Jahres ausgeliefert. Es gab auch einige Sondermodelle, die optisch an die Rennmaschinen einzelner Honda Werkspiloten angelehnt wurden.

## X8R-X
Der X8R-X stellt eine Art Hybrid aus Sportroller und Supermoto-Motorrad dar und wurde als „Replica“ der Honda-Supermoto-Rennmaschinen beworben. Der Roller hat eine sehr aggressive Optik, die mit dem schwarz-gelben Design (auch in anderen Farben erhältlich) an eine Hornisse erinnert.
Das X in der Modellbezeichnung steht symbolisch für „cross“. Optisch unterscheidet sich der X vom S durch die Farbgebung und die Schriftzüge. Er ist außerdem mit kleineren Rädern und mit Stollenreifen ausgerüstet und die Endübersetzung entspricht nicht der Standardversion.

## Technische Daten
- Leergewicht: 98 kg
- Zulässiges Gesamtgewicht: 278 kg
- Zulässige Höchstgeschwindigkeit: 50 km/h, bei den neuen Modellen 45 km/h (in Deutschland und einigen anderen Ländern wurde auch eine ungedrosselte Version angeboten. Gegen Aufpreis war auch eine Mofaversion (je nach Land 25 bzw. 30 km/h) erhältlich.
- Felgengröße:
  - X8R-S: Vorn: 13M/C × MT 3.00
  - X8R-S: Hinten: 13M/C × MT 3.75
  - X8R-X: Vorn und hinten: 12 × MT 3.00
- Größenbezeichnung der Reifen:
  - X8R-S: Vorn: 120/70-13 M/C 53J
  - X8R-S: Hinten: 140/60-13 M/C 57J
  - X8R-X: Vorn: 120/80-12 55J
  - X8R-X: Hinten: 120/80-12 55J
- Anzahl Sitzplätze: 2
- Standgeräusch: 81 dB (A) bei 3375/min
- Fahrgeräusch: 71 dB (A)
- Hubraum: 49 cm³
- Leistung: 4 PS/2,9 kW bei 6750/min (in der 50 km/h Ausführung)
- Tankinhalt: 6 l
- Verbrauch: 3,3 – 4,0 l/100 km
- Verwendbare Treibstoffe: Mindestens 91 Oktan (Normalbenzin- bleifrei)

Es können auch Super bleifrei 95 Oktan oder auch Super Plus bleifrei 98 Oktan getankt werden kann, die Auswirkungen sind allerdings sehr gering, wenn überhaupt spürbar. Für eine saubere Verbrennung wird Super bleifrei empfohlen.